# Musina
Musina este un oraș din Africa de Sud.